# آنابل گامبرو
آنابل گامبرو (اسپانیایی: Anabel Gambero‎؛ زادهٔ july ۹, ۱۹۷۲ (۵۲ سال)) بازیکن هاکی روی چمن اهل آرژانتین است.
وی در مسابقات کشوری و بین‌المللی در مجموع برندهٔ ۴ مدال طلا، ۳ مدال نقره شده‌است.